# Brigittenau
A Brigittenau Bécs XX. kerülete.  Brigittenau Leopoldstadt, Alsergrund, Döbling, Floridsdorf, Nussdorf és Heiligenstadt községekkel határos.

## Története
A terület írott forrásban elsőként 13. században tűnik fel „Werd“ (= sziget) nevén, az első említése Brigittenauként volt 1670-ben.
1850-ben a Leopoldstadt, Jägerzeile, Práter, Brigittenau, Kaisermühlen és néhány másik rész, így az akkori fő Duna és a Duna-csatorna közötti teljes területet beolvasztattak Bécsbe, mint 2. kerület, Leopoldstadt. 
1900. március 24-én elválasztották Brigittenaut, mint az új 20. kerületet, a 2. kerülettől.
A megszállás alatt (1945–1955) Brigittenau a szovjet szektorhoz tartozott.

## Látnivalók
- A Millenniumi torony
- Brigittakirche
- Bezirksmuseum Brigittenau

## Képek

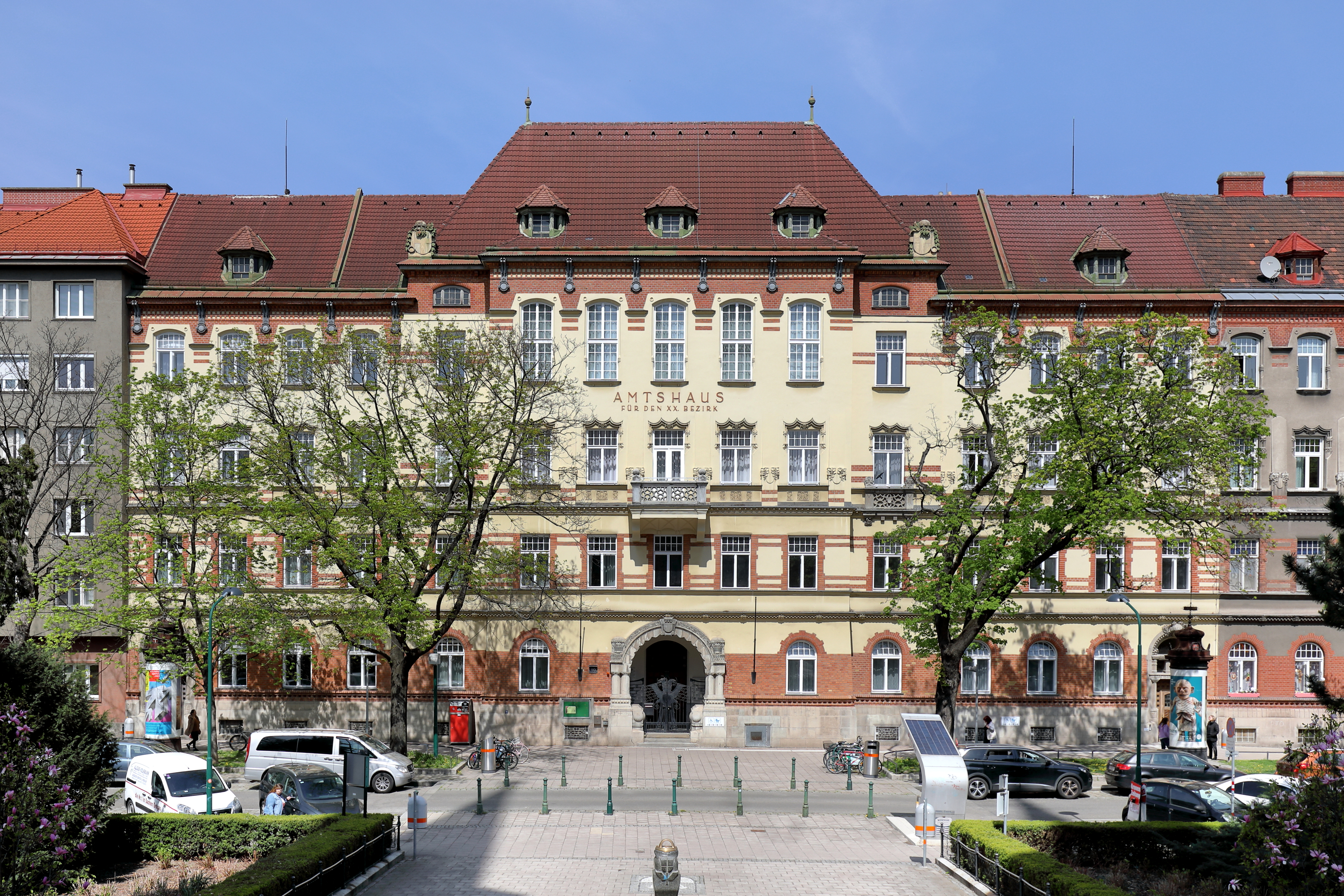
A kerületi hivatal
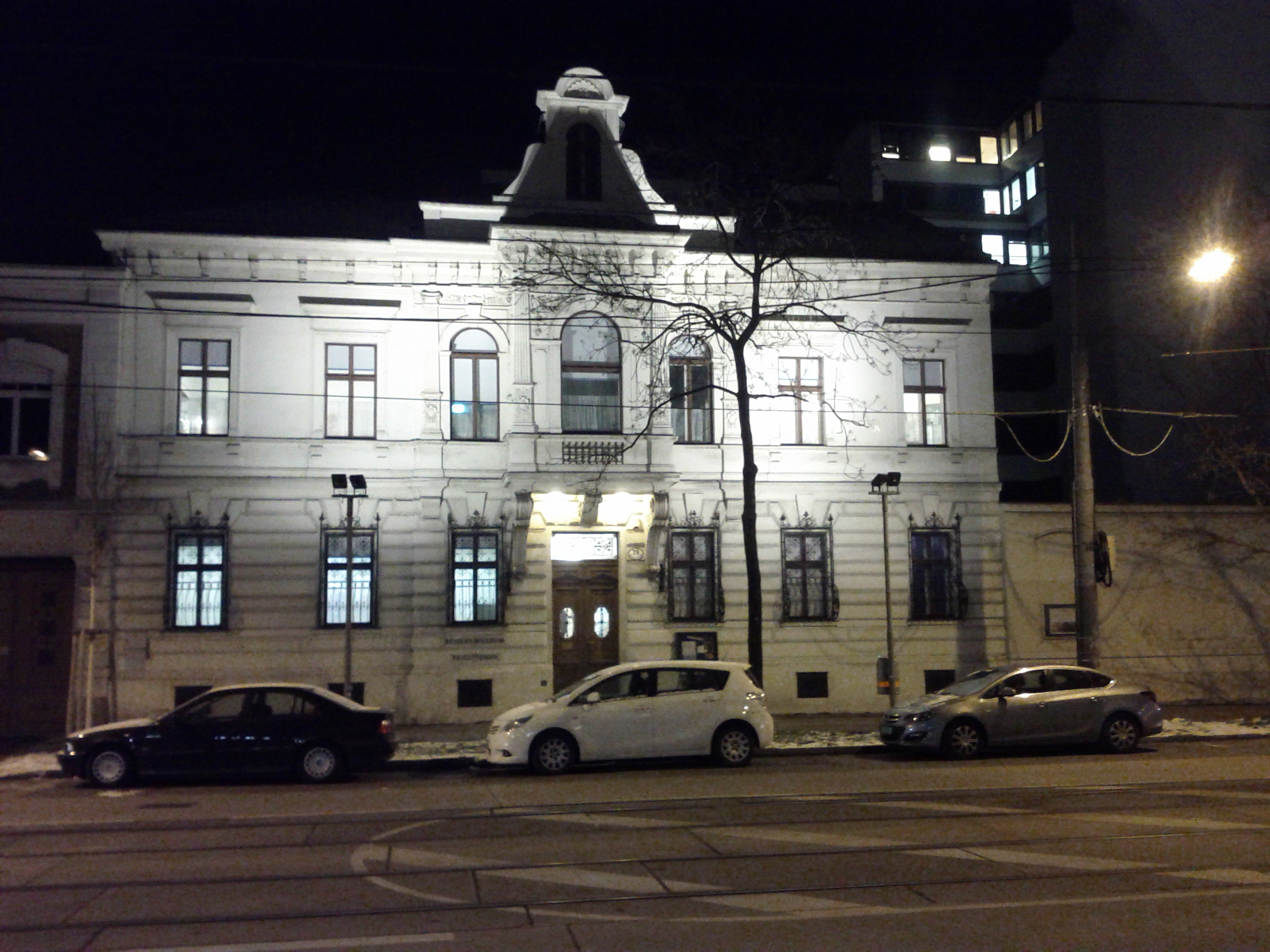
A brigittenaui múzeum
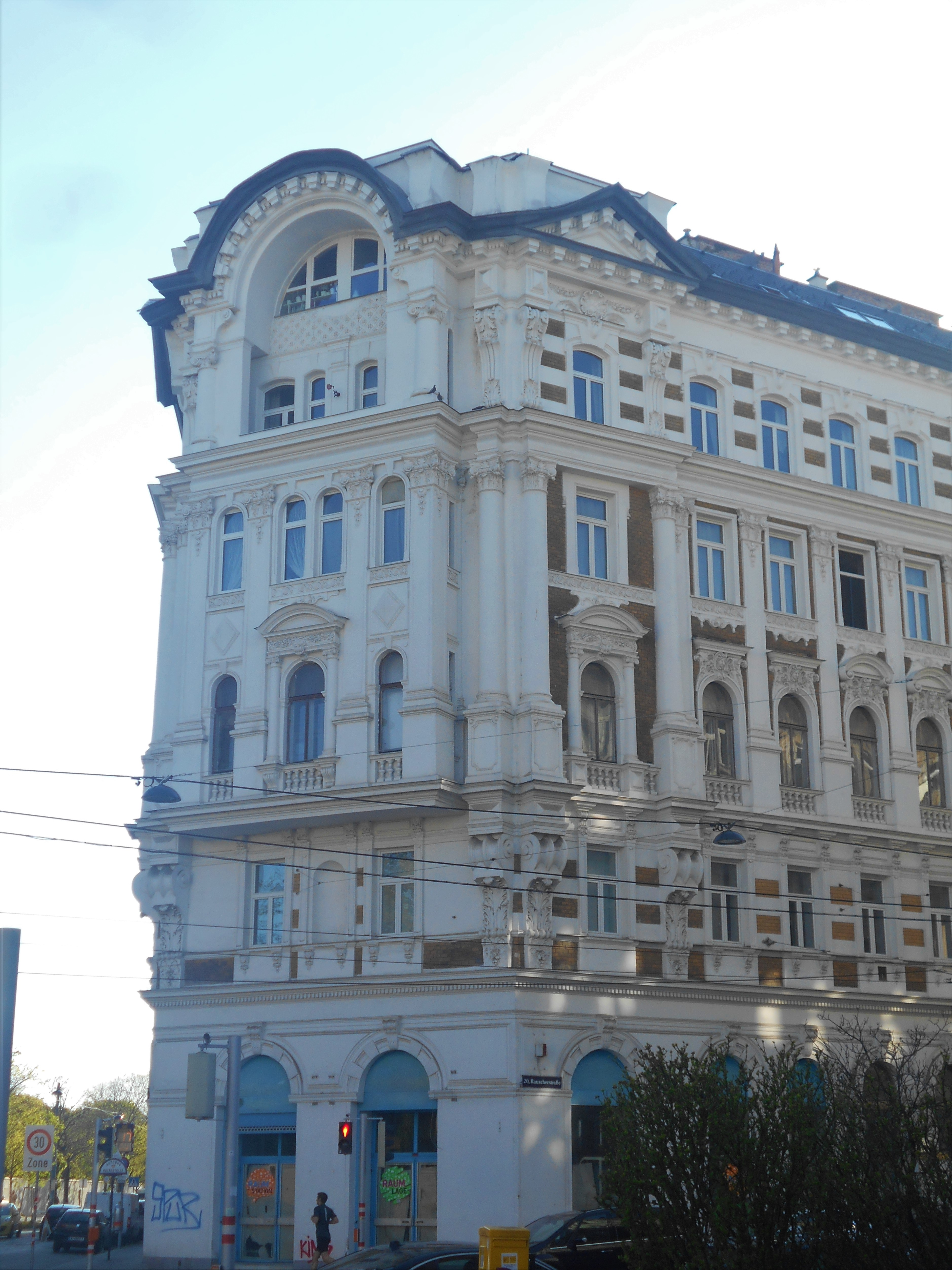
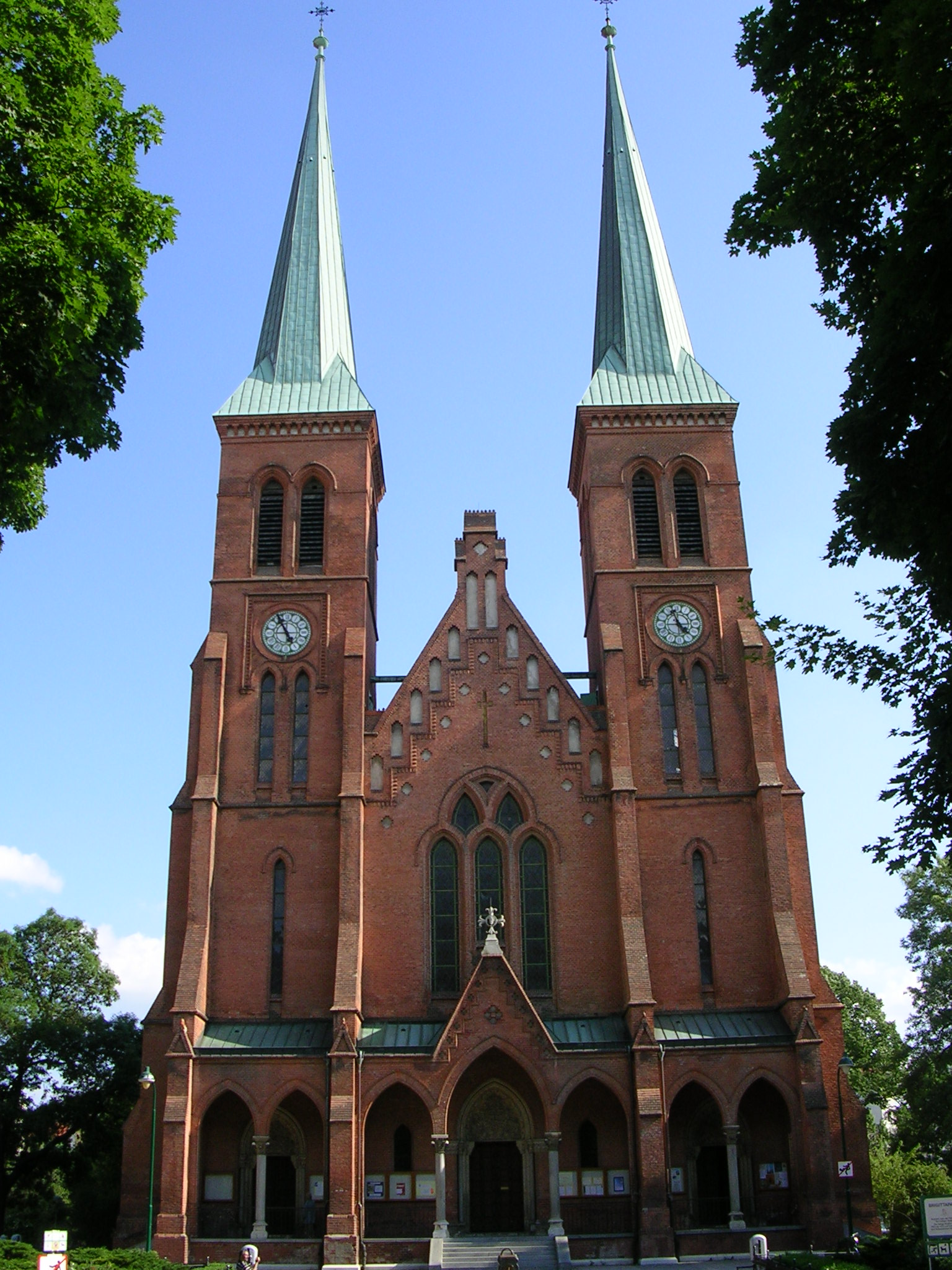
Brigittakirche
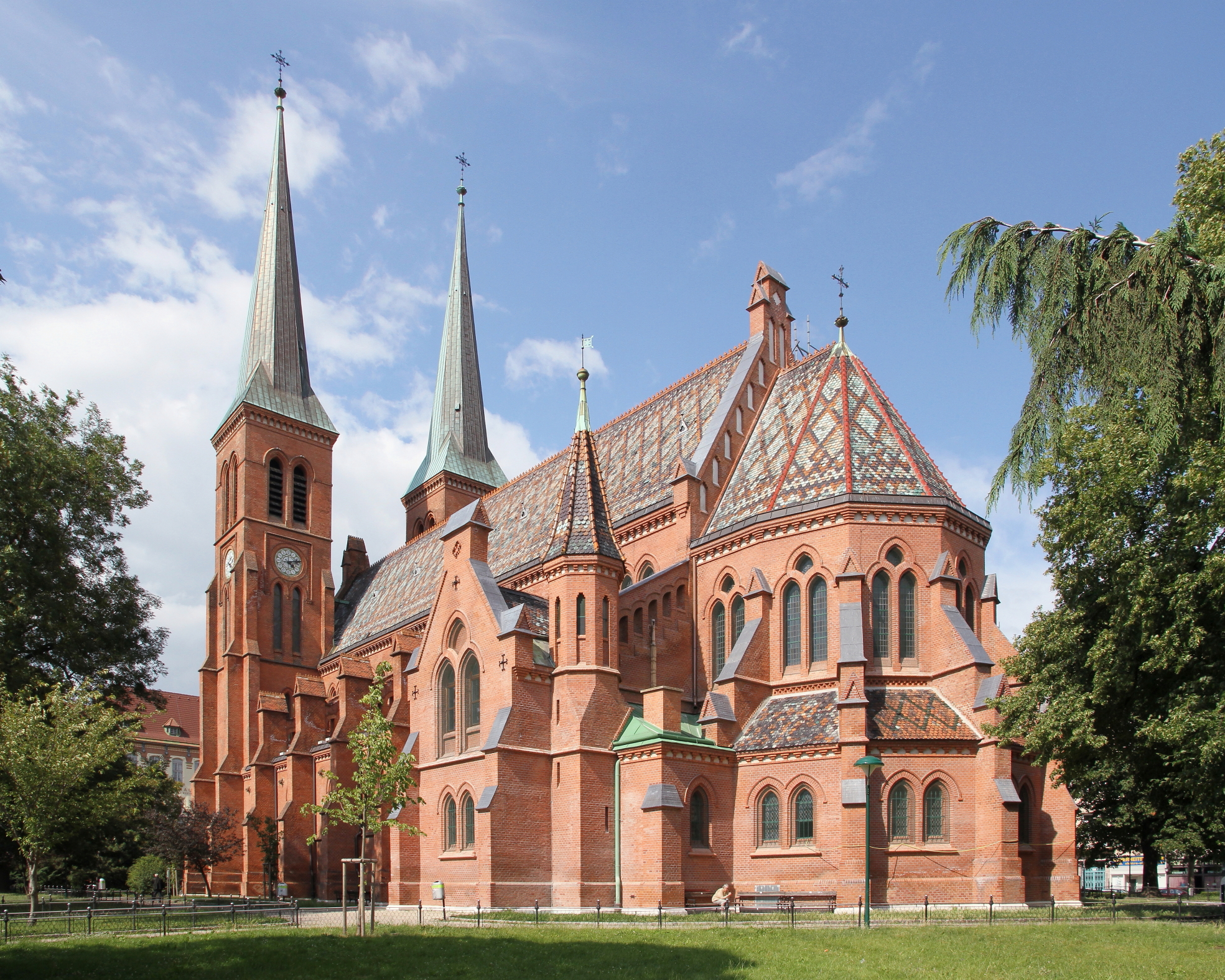
Brigittakirche
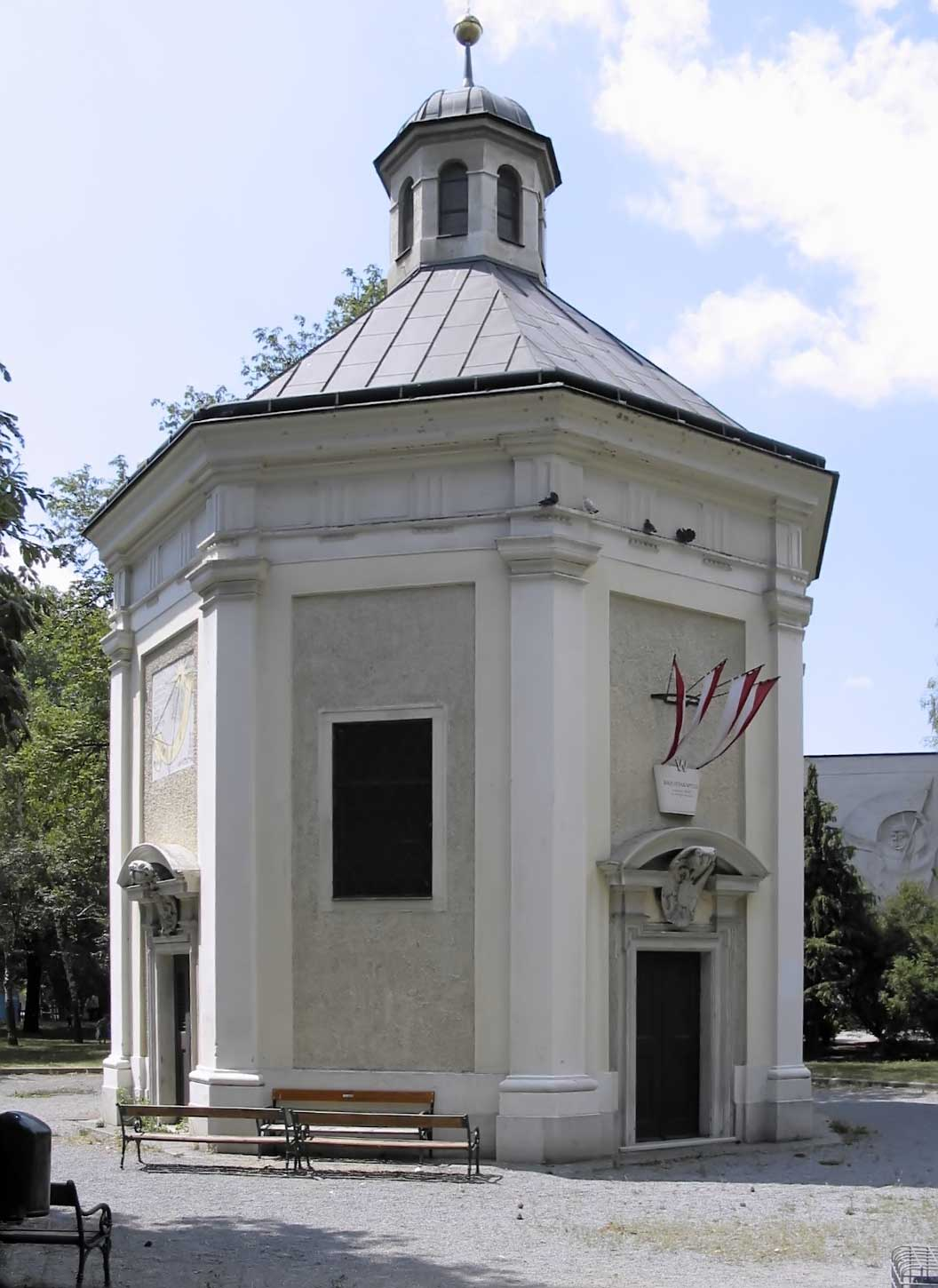
Brigittakapelle
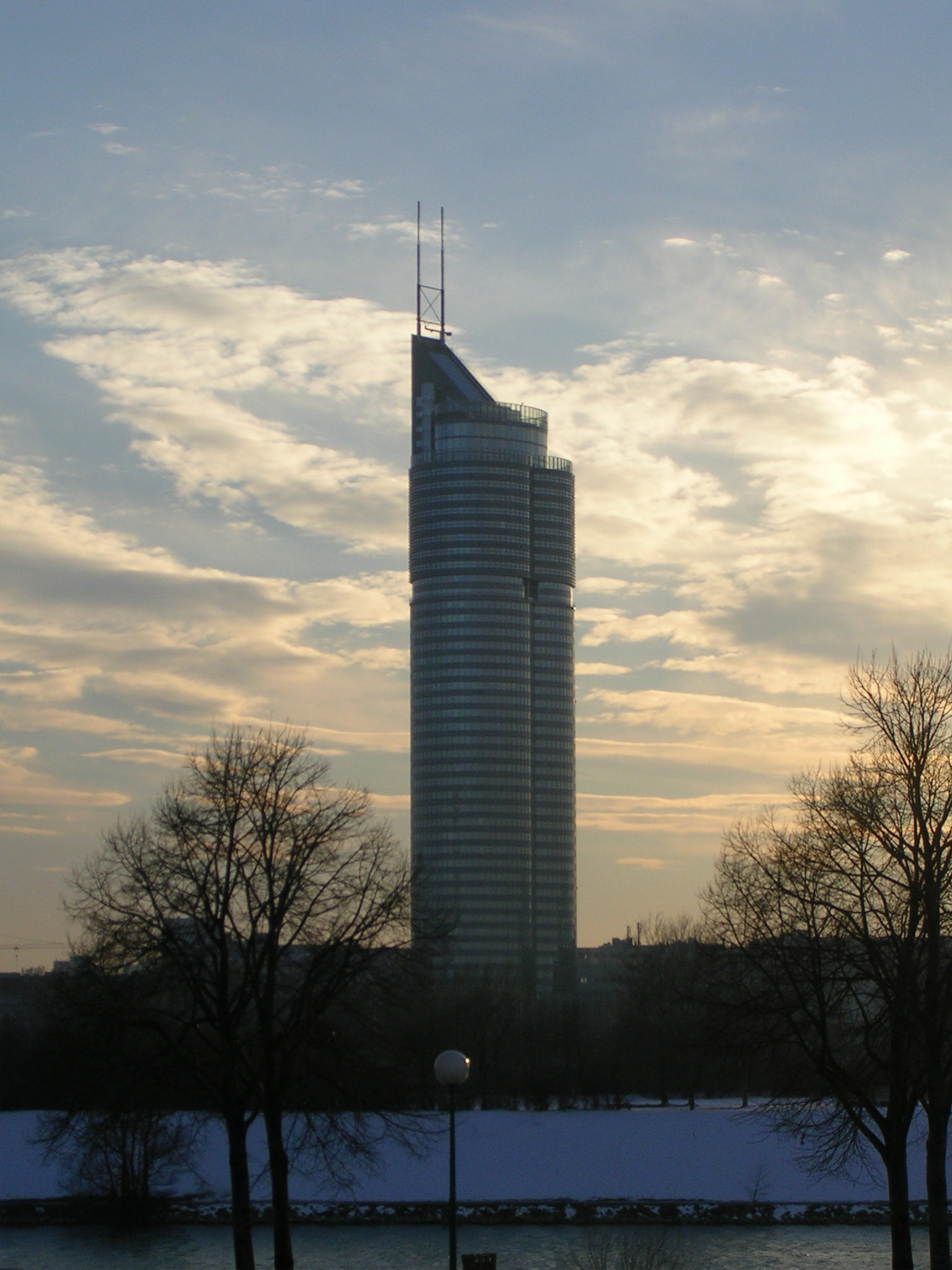
Millenniumi torony
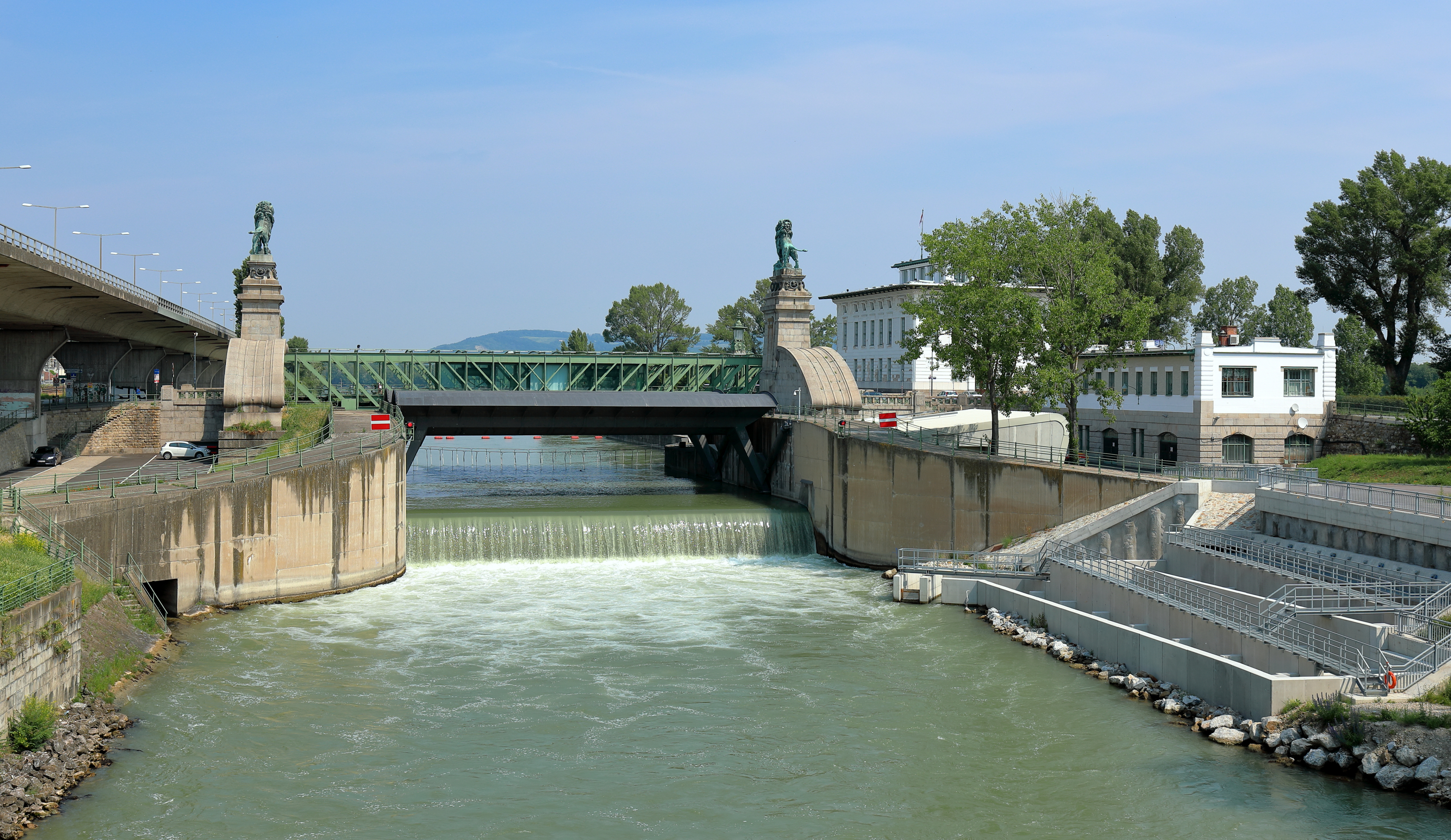
Schemerl-híd
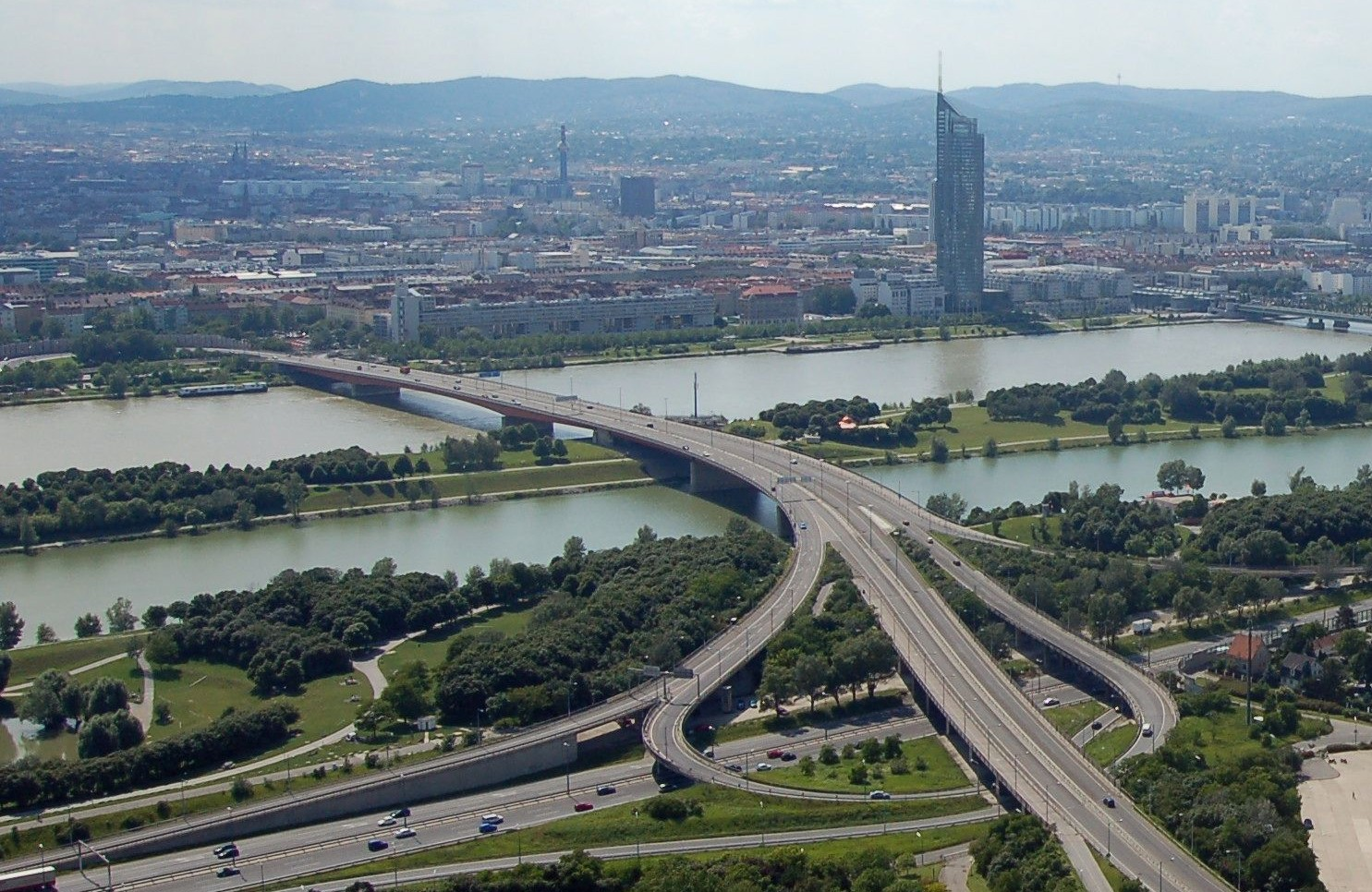
brigittenaui híd
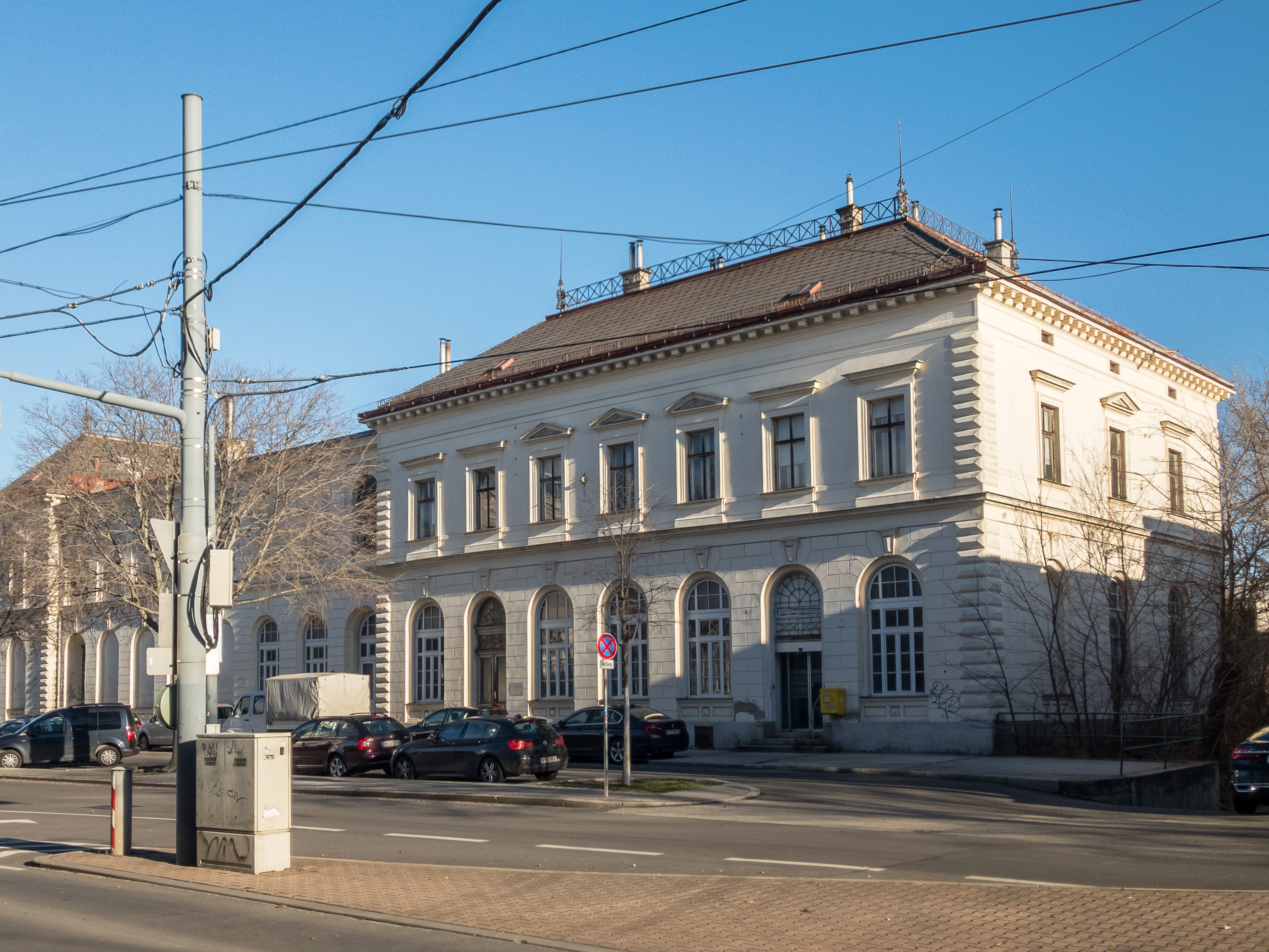
Nordwestbahnhof
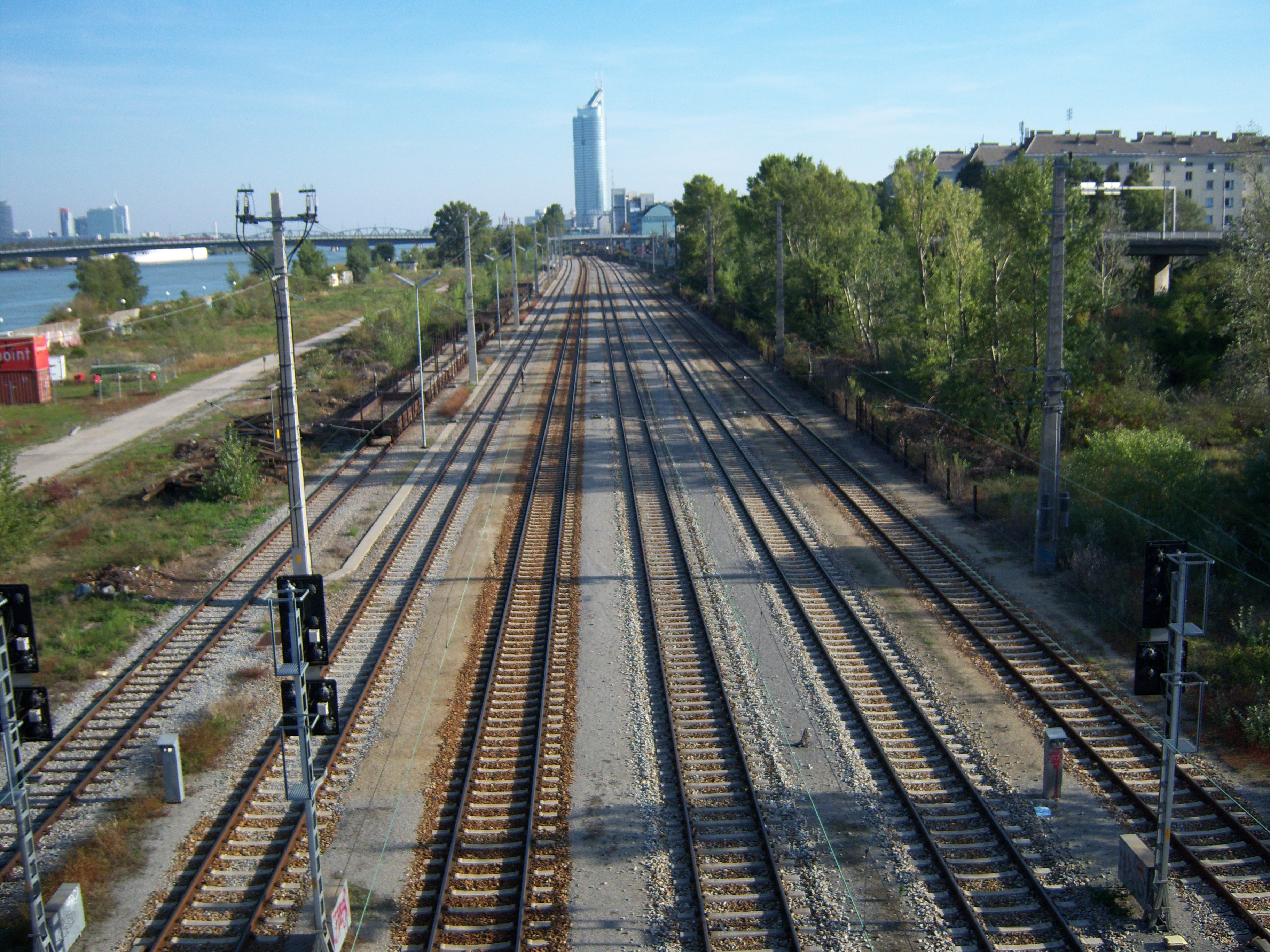
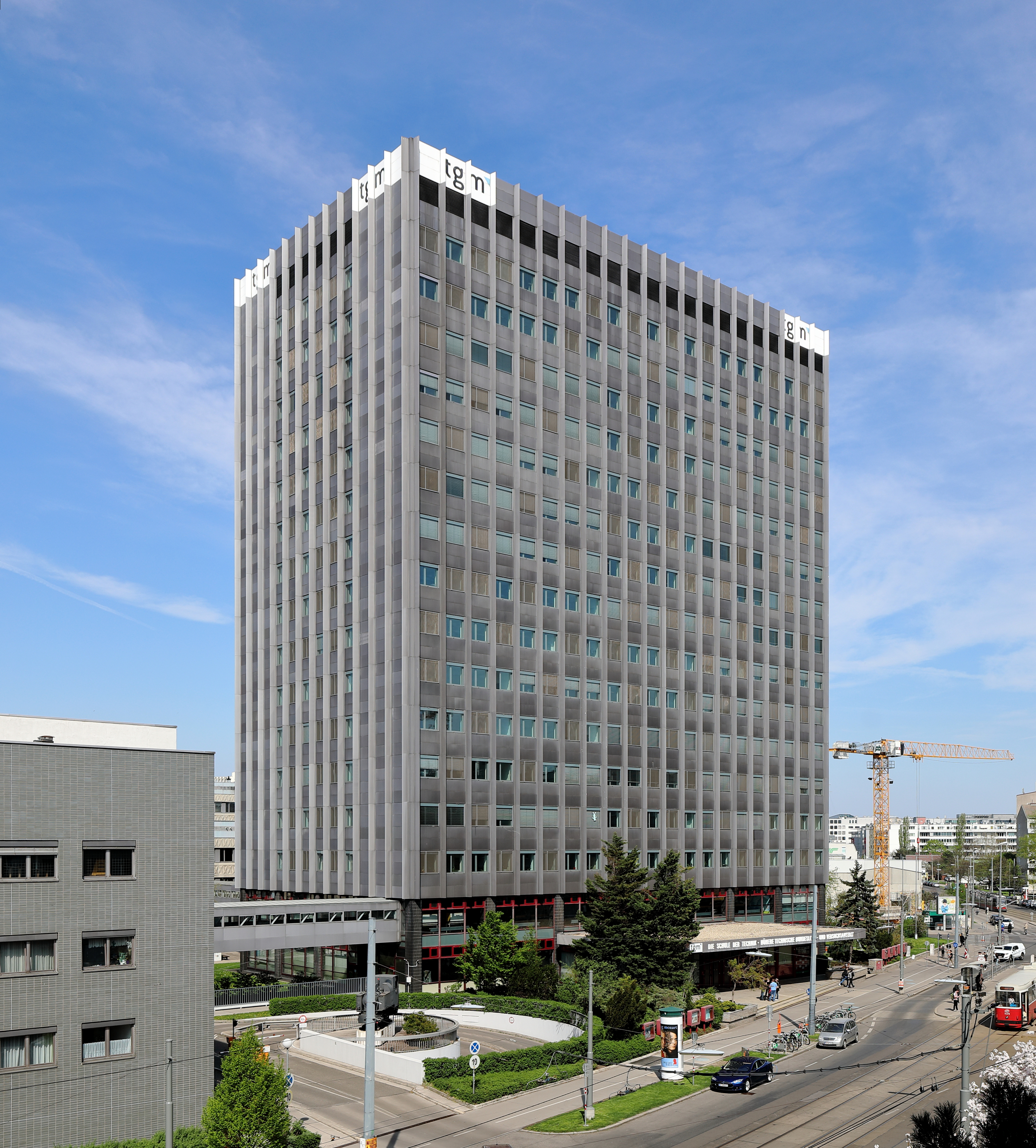
Technologische Gewerbemuseum (TGM)
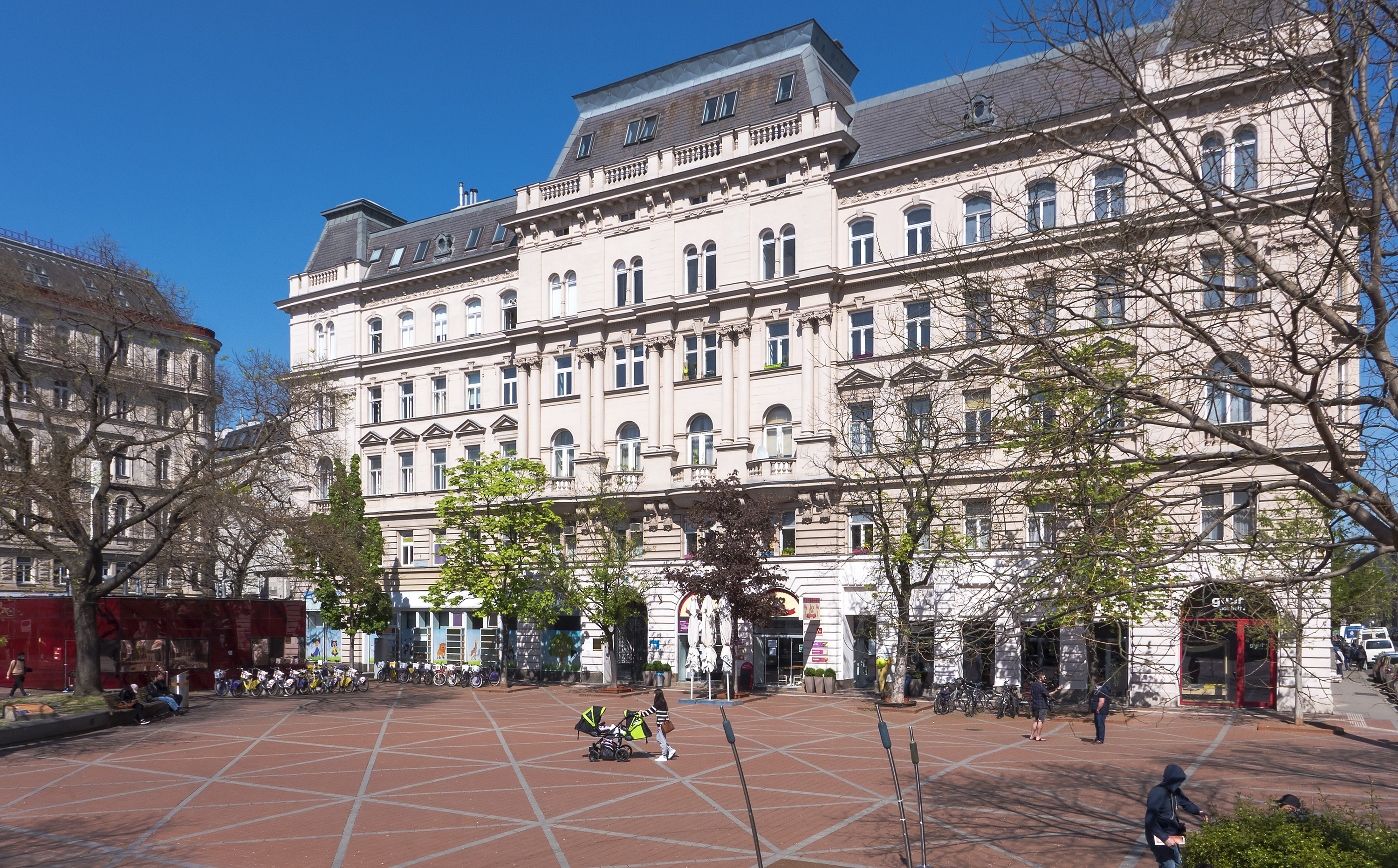
Wallensteinplatz
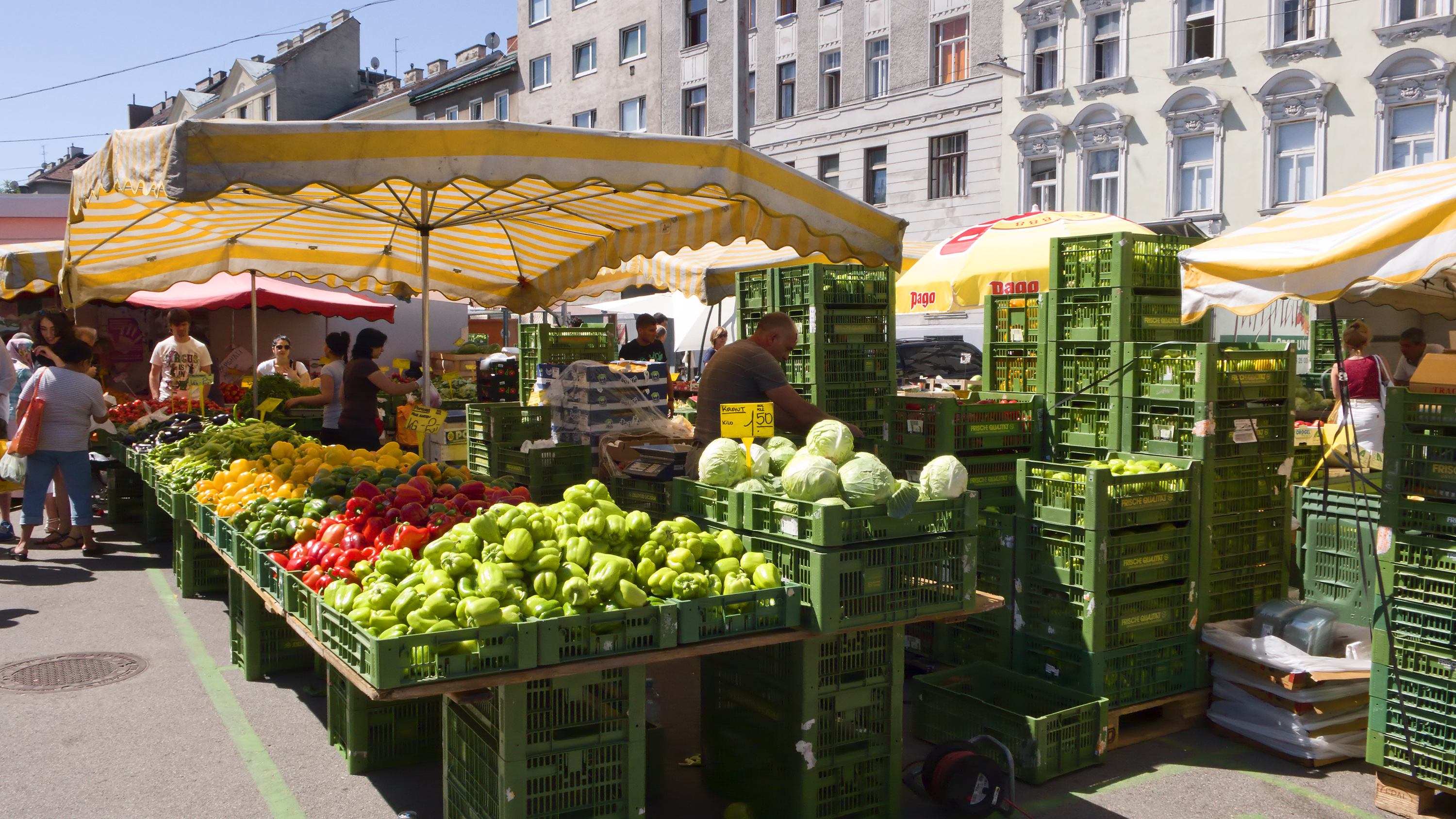
Hannovermarkt
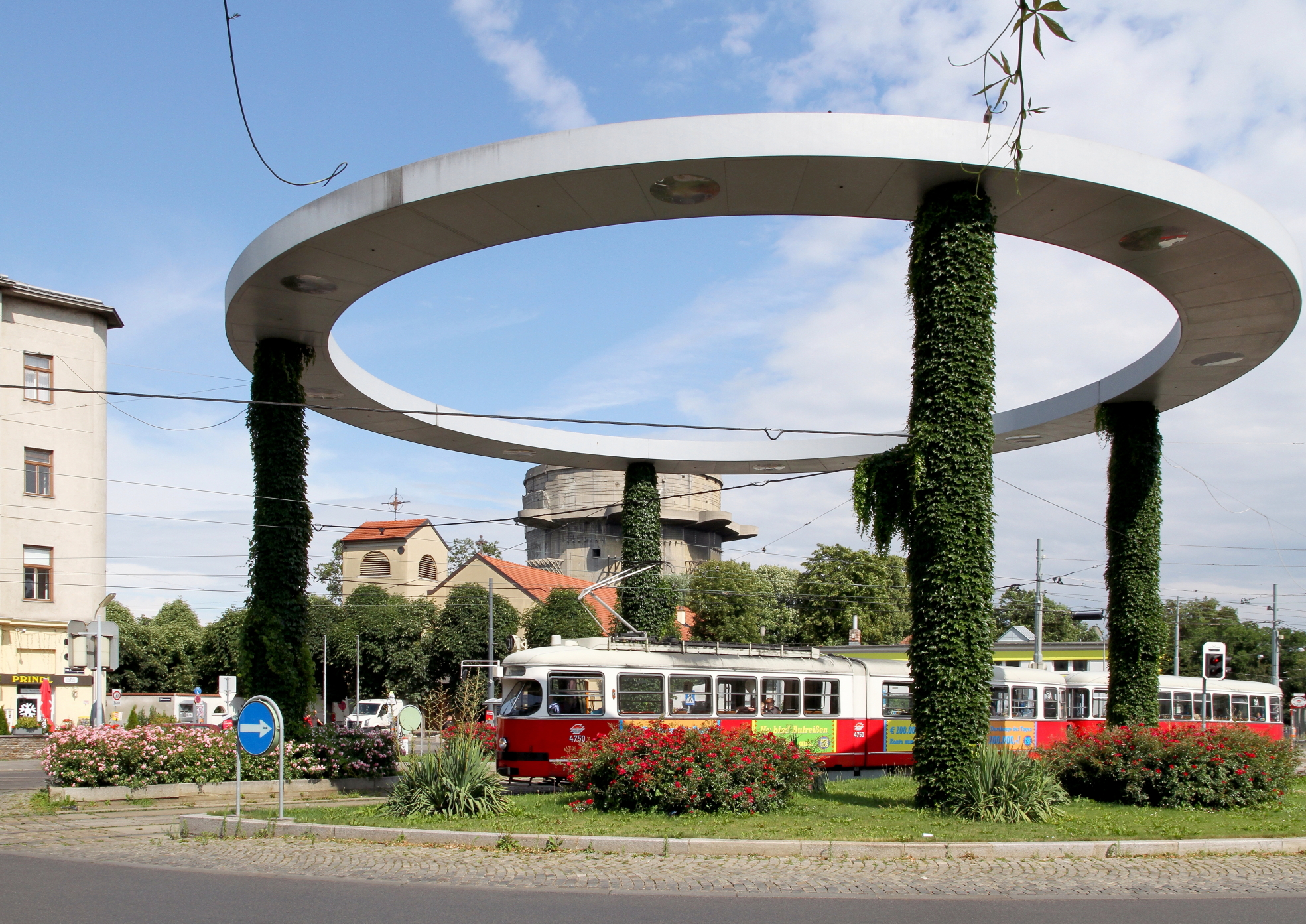
Gauß-tér
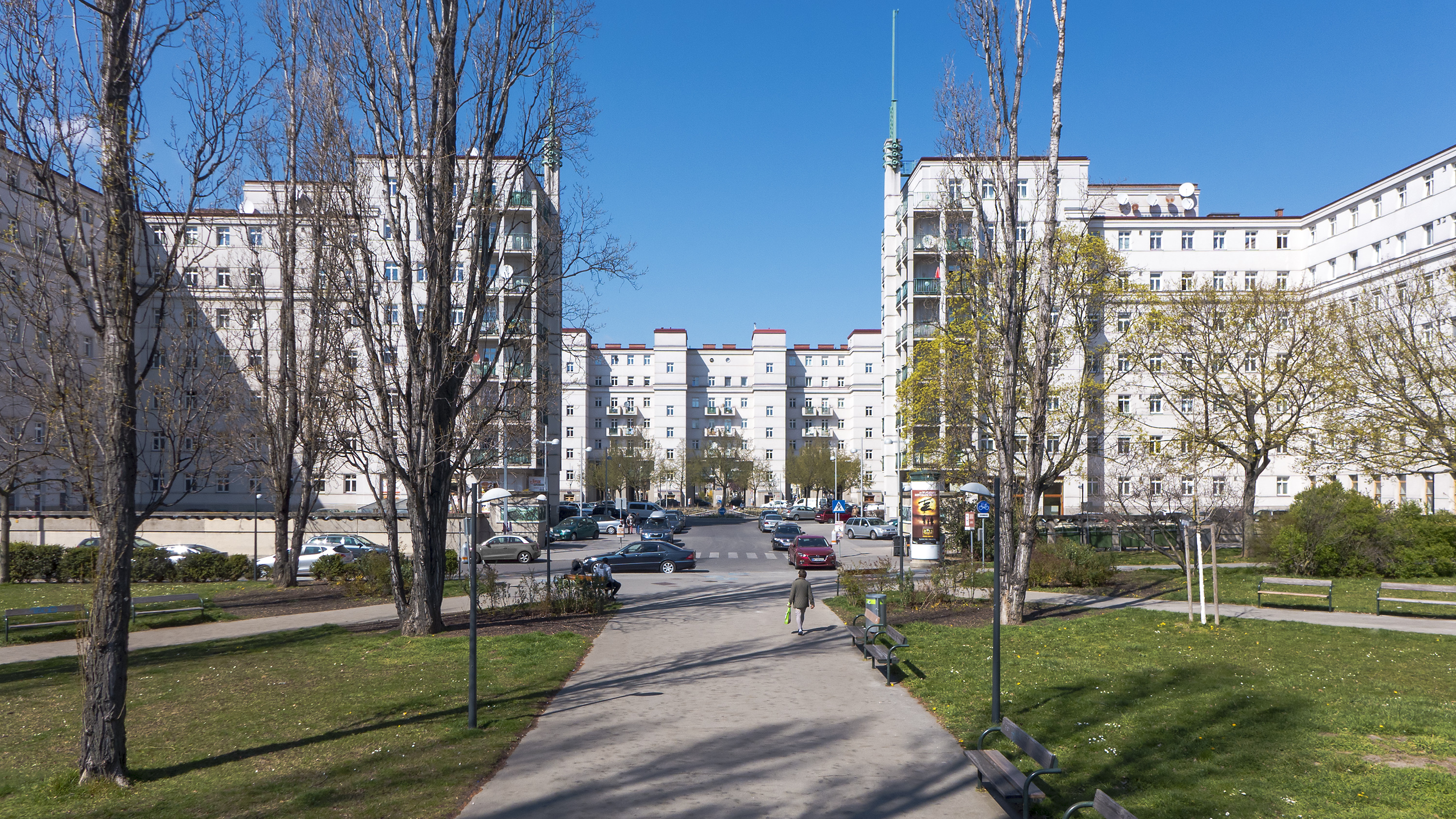
Friedrich-Engels-tér

## Népesség
Népességnövekedés

forrás: Statistik Austria

## Fordítás
- Ez a szócikk részben vagy egészben  a   Brigittenau című német Wikipédia-szócikk fordításán alapul.  Az eredeti cikk szerkesztőit annak laptörténete sorolja fel. Ez a jelzés csupán a megfogalmazás eredetét és a szerzői jogokat jelzi, nem szolgál a cikkben szereplő információk forrásmegjelöléseként.